# 12398 Pickhardt
12398 Pickhardt eller 1995 KJ3 är en asteroid i huvudbältet som upptäcktes den 25 maj 1995 av Spacewatch vid Kitt Peak-observatoriet. Den är uppkallad efter Wilhelm Pickhardt.